# Aphodius quadrimaculatus
Aphodius quadrimaculatus là một loài bọ cánh cứng trong họ Scarabaeidae. Loài này được Linnaeus miêu tả khoa học năm 1761.